# Diamantina Reyes Esparza
Diamantina Reyes Esparza (Villa Matamoros, Chihuahua, 9 de junio de 1941) es una política mexicana, miembro del Partido Revolucionario Institucional, ha sido diputada federal y senadora en representación del estado de Chihuahua.

## Carrera política
Reliazó sus estudios básicos en su población natal de Villa Matamoros, posteriormente estudió la secundaria y la normal en turno nocturno mientras laboraba como secretaria en el Instituto Parralense, egresando como Maestra Normalista. Ingresó a actividades política al ser electa regidora del Ayuntamiento de Hidalgo del Parral de 1968 a 1970, año en que es postulada y electa diputada federal por el Distrito 2 de Chihuahua a la XLVIII Legislatura que concluyó en 1973.
Ocupó además los cargos de dirigente juvenil, dirigente del sector femenil y Secretaria General del comité estatal del PRI en Chihuahua y Secretaria de Trabajo y Conflictos del Sindicato Nacional de Trabajadores de la Educación en Chihuahua. En 1982 fue elegida senadora suplente por Chihuahua, siendo titular de la senaduría el dirigente de la Confederación de Trabajadores de México, José Refugio Mar de la Rosa.
Mar de la Rosa falleció en ejercicio del cargo el 5 de agosto de 1984, siendo llamada a sustituirlo asumió la senaduría por Chihuahua el 3 de septiembre del mismo año; convirtiéndose en la primera mujer en asumir el cargo de Senadora por Chihuahua. En 1999 participó en la fundación de la organización Profesionales de México Unidos.